# Alan Skirton
Alan Frederick Graham Skirton (Bath, 23 gennaio 1939 – 12 maggio 2019) è stato un calciatore inglese, di ruolo attaccante.

## Caratteristiche tecniche
Era un'ala destra.

## Carriera
Dopo aver giocato nelle giovanili dei dilettanti del West Twerton Youth Club e per una stagione in quelle del Bristol City, nel 1956 va a giocare in Southern Football League (all'epoca una delle principali leghe calcistiche inglesi al di fuori delle tre divisioni della Football League) al Bath City, dove rimane fino al gennaio del 1959 quando viene prelevato per 5000 sterline dall'Arsenal, club di prima divisione. Nel suo primo anno e mezzo di permanenza nel club in realtà non scende poi mai in campo a causa di gravi problemi di salute, tornando regolarmente all'attività agonistica solamente dalla stagione 1960-1961 in cui, all'età di 21 anni, esordisce tra i professionisti. In particolare, la sua prima partita da professionista risale al 20 agosto 1960, in una partita di campionato contro il Burnley; complessivamente in questa stagione realizza 3 reti in 16 partite di campionato, alternandosi nella posizione di ala destra con Danny Clapton, a cui nella stagione 1961-1962 toglie il posto da titolare in modo sostanzialmente definitivo, vivendo la sua miglior stagione in carriera con 19 reti in 38 presenze nella prima divisione inglese. Nella stagione 1962-1963 complice l'acquisto di Johnny MacLeod viene di tanto in tanto spostato come ala sinistra, andando comunque in doppia cifra grazie alle 10 reti segnate in 28 presenze nella First Division 1962-1963. Nell'estate del 1963 la concorrenza nel suo ruolo diventa ancora maggiore a causa dell'arrivo nel club di George Armstrong, ma nonostante questo Skirton, pur non avendo più un posto da titolare fisso come nella stagione 1961-1962, viene schierato con buona regolarità: dopo le 15 presenze e 7 reti nella First Division 1963-1964 nei 2 campionati successivi gioca infatti rispettivamente 22 e 24 partite, a cui aggiunge 2 presenze e 2 reti nei primi mesi della stagione 1966-1967, la sua ultima nel club: dopo complessive 154 presenze e 54 reti in partite ufficiali (145 presenze e 53 reti nella prima divisione inglese, 8 partite in FA Cup ed una rete nella sua unica presenza in Coppa delle Fiere nella stagione 1963-1964, in una rete contro il Copenhagen XI che risulta essere peraltro la prima rete segnata da un giocatore dell'Arsenal ad Highbury in una competizione europea) viene infatti ceduto per 65000 sterline al Blackpool, altro club di prima divisione, categoria da cui retrocede al termine della stagione; l'anno seguente Skirton segna invece 17 reti in seconda divisione, arrivando così ad un totale di 77 presenze (17 delle quali nei primi mesi della stagione 1968-1969) e 25 reti con la maglia dei Tangerines, con cui grazie al terzo posto nella Second Division 1967-1968 sfiora tra l'altro l'immediato ritorno in prima divisione. Nella seconda parte della stagione 1968-1969 gioca poi al Bristol City, in seconda divisione, dove realizza 14 reti in 78 partite restando in squadra fino al termine della stagione 1970-1971. Trascorre infine la stagione 1971-1972 al Torquay Utd, con cui realizza 7 reti in 38 presenze nel campionato di Fourth Division. Nel 1972 gioca invece per un breve periodo in Sudafrica nel Durban City, club della prima divisione locale, per poi tornare in patria ai semiprofessionisti del Weymouth, in Southern Football League, con i quali gioca fino al termine della stagione 1973-1974, quando si ritira.

## Palmarès

### Club

#### Competizioni nazionali
- Southern League Cup: 1

Weymouth: 1972-1973

#### Competizioni regionali
- Somerset Premier Cup: 1

Bath City: 1957-1958